# Aleksandr Mogil'nyj
Aleksandr Gennadievič Mogil'nyj (in russo Александр Геннадиевич Могильный?; Chabarovsk, 18 febbraio 1969) è un ex hockeista su ghiaccio sovietico, dal 1991 russo.

## Carriera
Oltre che per le sue imprese sportive, Mogil'nyj è famoso anche per essere stato il primo giocatore di hockey sovietico a lasciare la patria e a giocare nella NHL.
Nel corso della sua carriera riuscì ad accedere al Triple Gold Club, dopo aver conquistato un titolo olimpico alle Olimpiadi di Calgary 1988, un campionato mondiale nel 1989 e la Stanley Cup nel 2000. Dopo aver esordito nel campionato sovietico Mogil'nyj nel 1989 passò in National Hockey League, dove disputò 1114 partite.
Vinse la medaglia d'oro ai XV Giochi olimpici invernali. Disertò dall'Unione Sovietica nel maggio 1989 per giocare nei campionati del Nord America. Fu il primo russo ad essere nominato nel All-Star Team della NHL, inoltre è stato il secondo giocatore russo a segnare 1000 punti nella NHL.
Unitamente al compatriota Vladimir Malakhov, nella stagione 1999-2000 si aggiudica la Stanley Cup con i New Jersey Devils. Vinse il Campionato del Mondo con l'Unione Sovietica nel 1989.

## Palmarès

### Club
- Stanley Cup: 1

New Jersey: 1999-2000

### Nazionale
- Giochi olimpici: 1

Calgary 1988
- Campionato mondiale di hockey su ghiaccio: 1

Svezia 1989
- Campionato mondiale di hockey su ghiaccio Under-20: 1

Unione Sovietica 1988

### Individuale
- Triple Gold Club: 1

2000
- Lady Byng Memorial Trophy: 1

2002-2003
- NHL Second All-Star Team: 2

1992-1993, 1995-1996
- NHL All-Star Game: 6

1992, 1993, 1994, 1996, 2001, 2003
- Campionato mondiale di hockey su ghiaccio Under-20 All-Star Team: 1

Unione Sovietica 1988
- Miglior attaccante del mondiale Under-20: 1

Unione Sovietica 1988
- Maggior numero di gol al mondiale Under-20: 1

Unione Sovietica 1988 (9 gol)
- Maggior numero di assist al mondiale Under-20: 1

Unione Sovietica 1988 (9 assist)
- Maggior numero di punti al mondiale Under-20: 1

Unione Sovietica 1988 (18 punti)